# Benevenuto Augusto Magalhães Taques

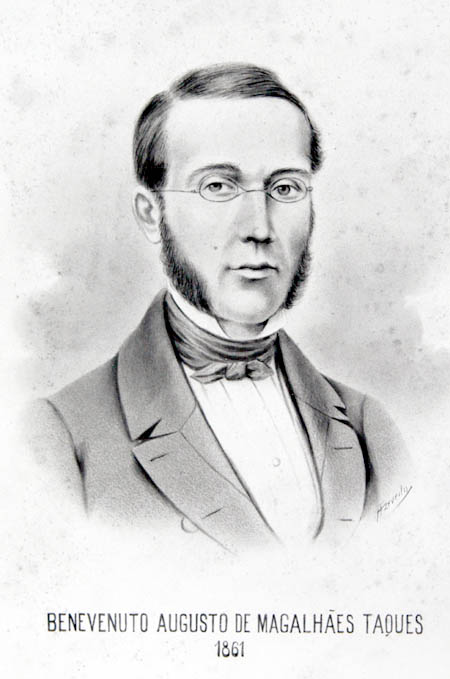
Benevenuto Augusto Magalhães Taques

Benevenuto Augusto de Magalhães Taques (1818 — 17 de outubro de 1881), o Conselheiro Taques, foi magistrado e político brasileiro.
Natural da Bahia, bacharelou-se em Direito pela Faculdade de Olinda, em 1839.
Representou sua província natal como deputado à Assembleia Geral Legislativa e foi presidente das províncias do Rio de Janeiro, do Maranhão e de Pernambuco. Ministro dos Estrangeiros (ver Gabinete Caxias de 1861) durante a Guerra de Secessão dos Estados Unidos. Também foi inspetor da Alfândega e conselheiro do Estado, em 14 de março de 1860.
Faleceu aos 62 anos, no Rio de Janeiro, já viúvo, e seu corpo foi sepultado no Cemitério São João Batista.
Foi casado com Guilhermina Soares Ribeiro (1834 - 13 de julho de 1881), irmã do Barão de Inoã, com quem teve três filhos:
- Maria Augusta Soares Taques (1862 - 6 de agosto de 1884[4]), falecida aos 22 anos de idade;
- Antônio de Magalhães Taques, falecido aos 12 anos;
- Beatriz de Magalhães Taques, casada com José Caetano Rodrigues Horta Júnior, filho do Visconde de Itatiaia, portanto, matriarca da família Taques Horta, da qual descende o parlamentar Fabiano Horta[5].